# Î
Î, î (i-circunflexo) é uma letra do alfabeto curda e romena. Esta letra também aparece no alfabeto francês e valão como uma variante da letra “i”.

## Utilização

### Curdo
Î é a décima segunda letra do alfabeto curdo e representa /iː/.

### Romeno
Î é a décima segunda letra do alfabeto romeno e representa /ɨ/. Este som também é representado em romeno como a letra â.

## Mapa de caracteres
| Charset     | Unicode | ISO 8859-1, 2, 3, 4, 9, 10, 14, 15, 16 |
| ----------- | ------- | -------------------------------------- |
| Maiúsculo Î | U+00CE  | CE                                     |
| Minúsculo î | U+00EE  | EE                                     |